# Bommanhal, Kushtagi
Bommanhal là một làng thuộc tehsil Kushtagi, huyện Koppal, bang Karnataka, Ấn Độ.